# Mattby
För andra betydelser, se Mattby (olika betydelser).
Mattby (finska: Matinkylä) är en stadsdel i Esbo stad och hör administrativt till Stor-Mattby storområde. 
Mattby befinner sig ca 14 km väst om Helsingfors centrum. Området avgränsas av Västerleden (Stamväg 51) och Olars i norr, Kaitans i väster, Gräsaån och Gäddvik (Esbo) i öster och Finska viken i söder. I norra Mattby finns köpcentret Iso Omena och i mellersta Mattby och Distby (fi. Tiistilä) finns det mestadels höghus. Runt höghusområdet finns småhusområdena Irisvik (fi. Iirislahti), Krokudden, Notudden (fi. Nuottaniemi) och Notviken.
I Mattby finns grundskolan Mattlidens skola och gymnasiet Mattlidens gymnasium, som är det enda svenskspråkiga gymnasiet i Esbo och en av de största i Finland.
Namnet Mattby är ett gammalt bynamn. Den största gården i byn ägdes bland annat av Matts Nilsson 1580–87, hans son Henrik Mattson, och sedermera följande son Matts Henriksson 1602–37. Namnet Matts kan ha figurerat i släkten tidigare.
Metrostationen Mattby (Helsingfors metro) öppnades i november 2017.

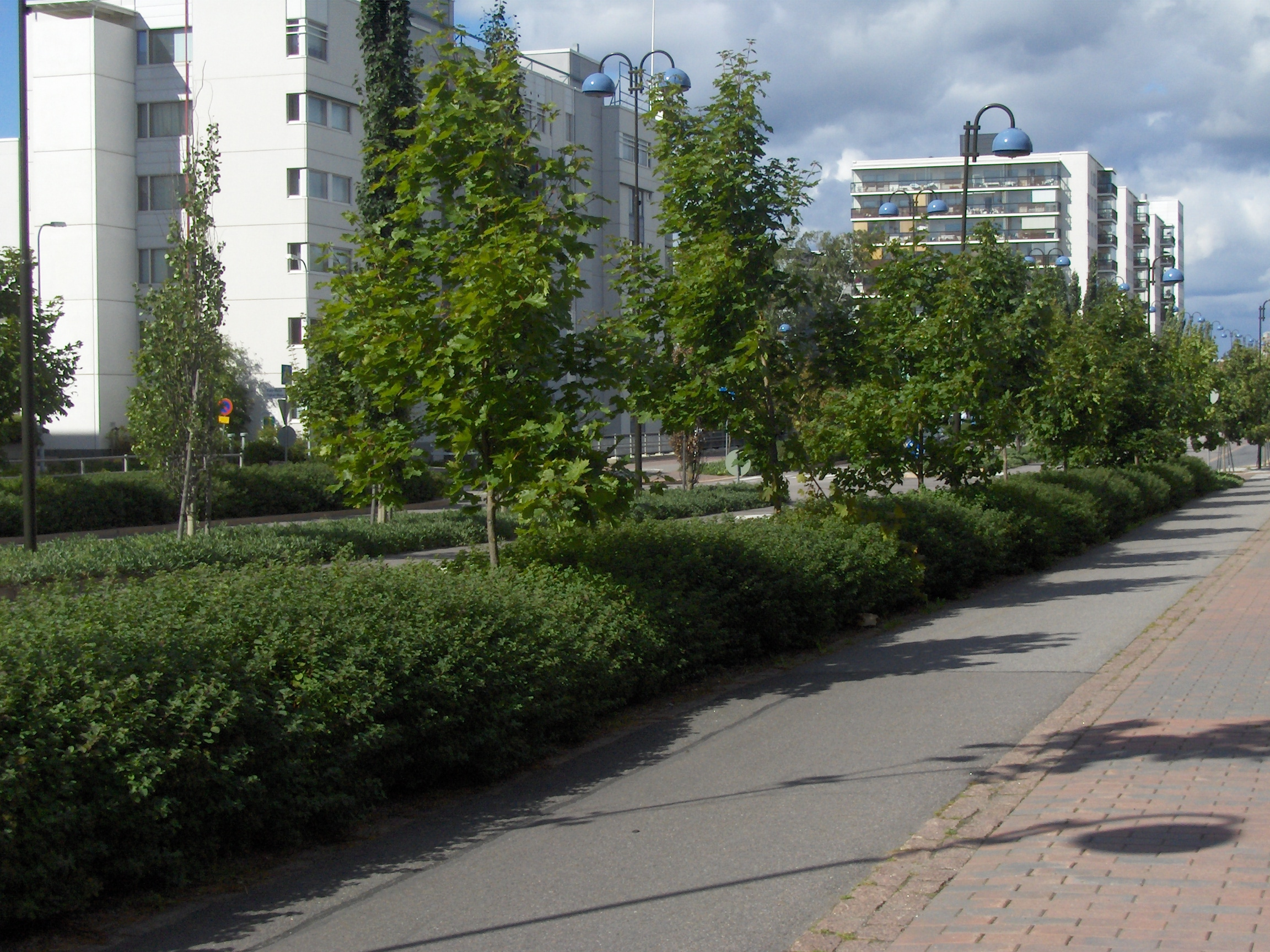
Huvudvägen i Mattby, Biskopsbron
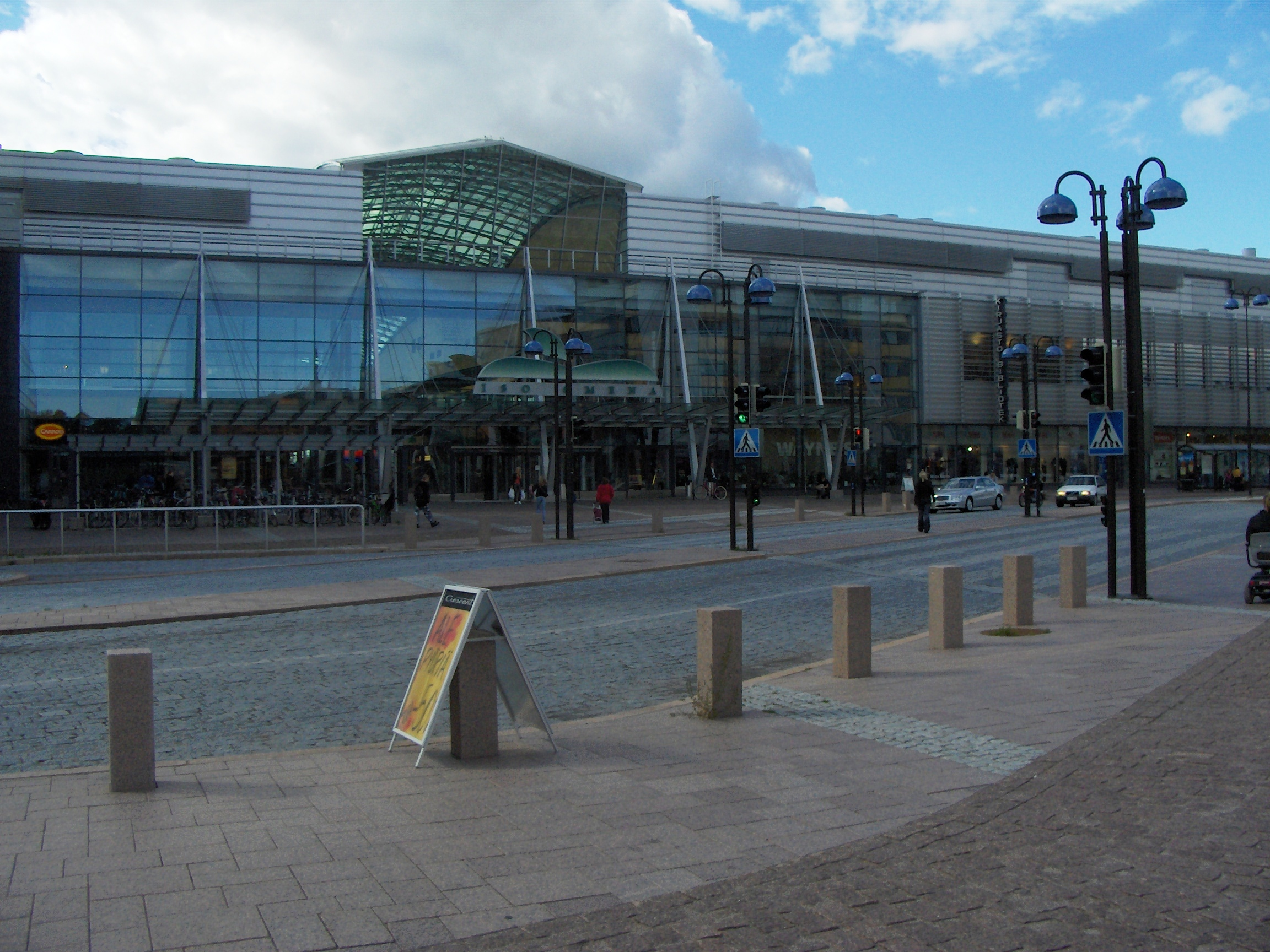
Köpcentret Iso Omena
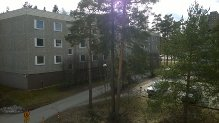
Ett höghus i Mattby
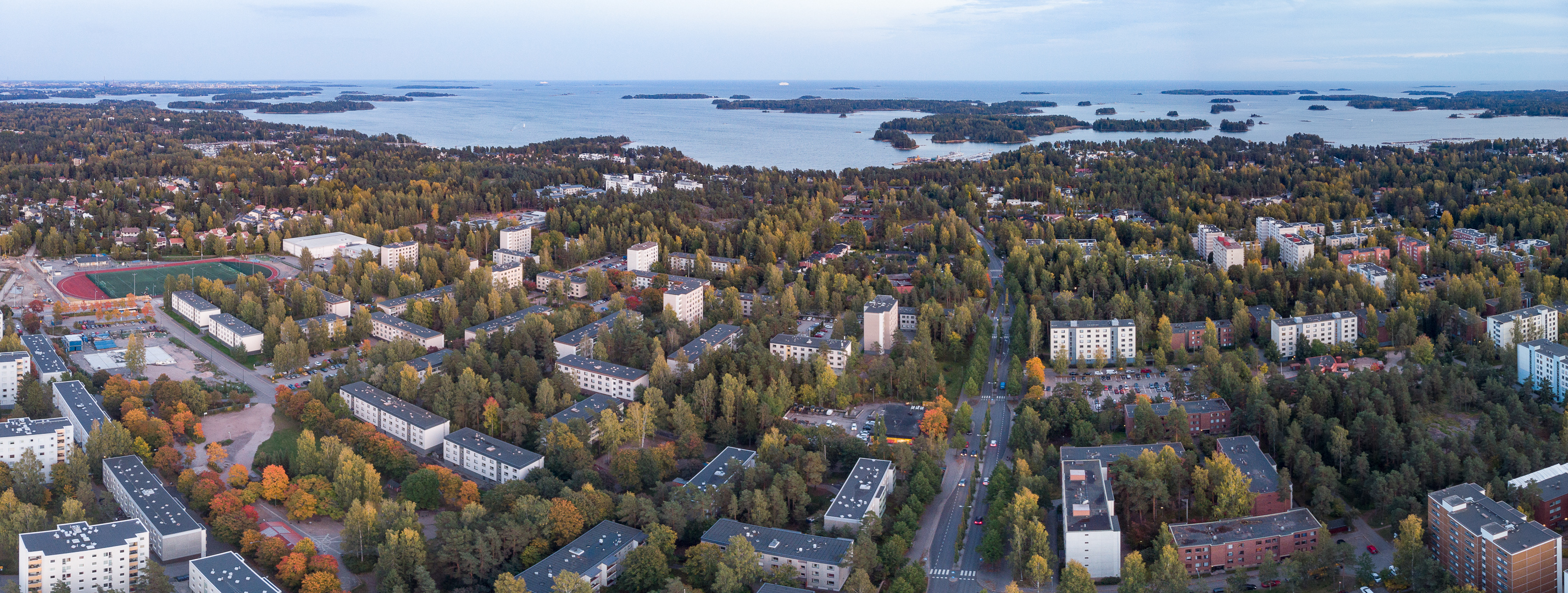
Mattby från luften. Mattby invånarpark ses i vänstra hörnet.